# Stuck in Love
Stuck in Love är en amerikansk dramafilm från 2012 som är regisserad av Josh Boone. 

## Handling
Filmen följer en hyllad författare, hans ex-fru och deras barn under ett år när de försöker komma till rätta med komplexiteten av kärlek i alla dess former..

## Karaktärer
- Greg Kinnear - Bill Borgens
- Jennifer Connelly - Erica
- Lily Collins - Samantha Borgens
- Logan Lerman - Louis
- Nat Wolff - Rusty Borgens
- Kristen Bell - Tricia Walcott
- Liana Liberato - Kate
- Stephen King - sig själv
- Spencer Breslin - Jason
- Patrick Schwarzenegger - Glen
- Rusty Joiner - Martin